# ریشارد لیتس
ریشارد لیتس (آلمانی: Richard Lietz؛ زادهٔ ۱۷ دسامبر ۱۹۸۳) راننده خودروی مسابقه‌ای اهل اتریش است.
او چندین بار برندهٔ رقابت‌های «پورشه سوپرکاپ» شده‌است.